# Como dice el dicho
Como dice el dicho (lit. Como Diz o Ditado) foi uma série de televisão mexicana de comédia, que foi criada pela Televisa e exibida pelo Canal de las Estrellas entre 1 de fevereiro de 2011 a 6 de novembro de 2024. Era protagonizada por Wendy González, e agora tem em seu elenco fixo Brisa Carrillo, Sergio Corona, Benny Emmanuel e Mario Bautista. A série conta uma história diferente por dia, e a cafeteria "El Dicho" é o ponto que reúne todas essas histórias. Em 2015, Michael Ronda se afastou da série para fazer a nova novela do Disney Channel, Soy Luna, e foi substituído por Benny Emmanuel. Já Wendy González sai da série e entra Mario Bautista.
O tema de abertura é "Como dice el dicho", com Mane de la Parra e Margarita La Diosa de la Cumbia. Já o de encerramento é "A veces te pienso" com Brisa Carrillo.
Em novembro de 2024, a série foi cancelada após quatorze temporadas . O último episódio foi ao ar em 31 de janeiro de 2025.

## Elenco
- Wendy González como Isabel León Villegas
- Brisa Carrillo como Marieta
- Sergio Corona como Tomás León
- Michael Ronda como Alfonso "Poncho" Lascuráin
- Benny Emmanuel como Pato
- Mario Bautista como ele mesmo